# Nina Jirsíková
Nina Jirsíková (geboren 6. Februar 1910 in Smíchov, Österreich-Ungarn; gestorben 23. November 1978 in Prag, Tschechoslowakei) war eine tschechoslowakische Ausdruckstänzerin und Choreografin.

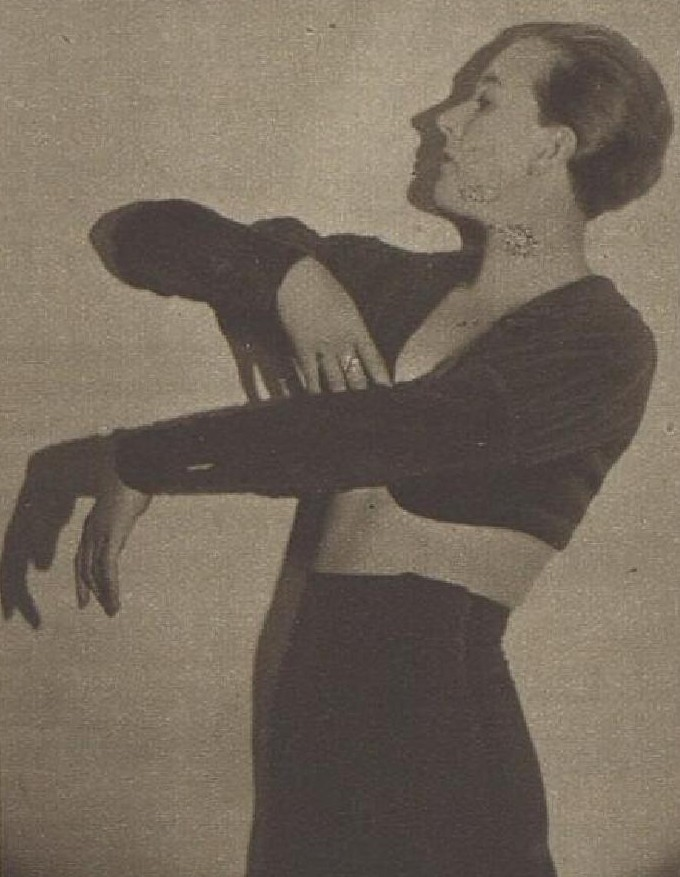
Nina Jirsíková (1933)

## Leben
Anna war eine Tochter des Lehrers Bohumil Jirsík und der Karla Škroupová, sie hatte zwei Geschwister. 1917 wurde der Vater an das Gymnasium in Sušice versetzt, nach seinem Tod im Jahr 1920 zog die Familie nach Prag. Anna Jirsíková besuchte dort  das Mädchengymnasium Minerva und erhielt privaten Schauspiel- und Ballettunterricht. 
Ihre Theaterkarriere begann sie 1926 als Tänzerin an einem Prager Varieté-Theater.
Im Jahr 1927 heiratete sie den fünfzehn Jahre älteren russischen Emigranten und Theaterleiter Ali Risa Magometov-Gurskij, die Ehe wurde 1930 geschieden. Seither hieß sie Anna Gurská oder auch Jirsíková-Gurská, im Alltag und in ihrer künstlerischen Karriere trug sie den Namen Nina Jirsíková. 1929 trat sie im Lucerna Palast in der Revue Six Girls from Lucerna von Joe Jenčík auf, mit dem sie 1930 auch am Osvobozené divadlo (Das befreite Theater) arbeitete. Sie wechselte 1935 an das Theater „D 35“ von E. F. Burian, wo sie als Solotänzerin und ab 1936 am „D 36“ als Choreografin, Kostümbildnerin und Leiterin der Bewegungspädagogik wirkte. Ab 1940 war sie Lehrerin im Tanzstudio und in der Schauspielschule von E. F. Burian. Sie arbeitete auch mit dem Prager Kindertheater von Míla Mellanová zusammen.
Während der deutschen Besatzung der Tschechoslowakei wurde sie am 12. März 1941 zusammen mit E. F. Burian und Zbyněk Přecechtěl in den Räumen des Theaters „D 41“ verhaftet und neun Monate später in das KZ Ravensbrück deportiert. In dem Frauenkonzentrationslager organisierte sie verschiedene künstlerische Aktivitäten, wie Rezitationen und gemeinsames Singen.
Nach der Befreiung 1945 arbeitete sie am Theater „Divadlo 5. května“ und nach dessen Fusion am Nationaltheater und schrieb unter anderem eine Choreographie für Coppélia. Krankheitsbedingt trat sie 1950 zurück, wirkte dann aber nochmals von 1955 bis 1959 als Choreografin am E.F. Burian Theater.

## Werke
- Anna Kvapilová (Hrsg.): Ravensbrücká štědrovečerní romance. Gedichte. Illustrationen Nina Jirsíková. 1947
- Máj : libreto k scén. zprac. 1974
- Nina Jirsíková, Hronková Libuše (Hrsg.): Vzpomínky tanečnice. Prag: Národní Muzeum, 2013
- Nina Jirsíková; Lenka Šaldová (Hrsg.): Ravensbrück. Prag: Národní Muzeum, 2013